# Ramsowo
Ramsowo (niem. Gross Ramsau) – wieś warmińska w Polsce położona w województwie warmińsko-mazurskim, w powiecie olsztyńskim, w gminie Barczewo.
Wieś położona jest wśród dużych kompleksów leśnych, między największym na tym obszarze jeziorem Dadaj i jeziorem Dobrąg.

## Historia wsi
W akcie lokacyjnym z 1379 roku występuje nazwa Rampsow pochodząca najprawdopodobniej od znajdującego się w pobliżu kompleksu leśnego, o którym jest również mowa w tym dokumencie. W roku 1597 pojawia się kolejna – Ramsaw a w roku 1656 Rambsaw. Niemiecka nazwa wsi "Ramsau" około roku 1790 została zmieniona na "Gross Ramsau". Obecna nazwa – Ramsowo odnotowana po raz pierwszy została w roku 1879 przez Wojciecha Kętrzyńskiego.
Wieś lokowana była 9 listopada 1379 przez biskupa warmińskiego Henryka Sorboma na 70 włókach, na prawie chełmińskim. Zasadźcą wsi był brat biskupa Jan Sorbom, który był wójtem warmińskim.
W roku 1618 na sejmie koronnym w Warszawie Warmię reprezentowali Stanisław Wilczewski z Ramsowa i Ludwik Stanisławski z Mołdyt.
W okresie międzywojennym działało w Ramsowie koło Związku Polaków w Niemczech i Towarzystwo Młodzieży. W czasie wojny we wsi przebywało 14 jeńców francuskich ze Stalagu I B Olsztynek, zatrudnionych u miejscowych gospodarzy. 30 stycznia 1945 roku do wsi wkroczyli żołnierze radzieccy.
Do roku 1975 znajdowała się we wsi posterunek milicji. Była tam również baza gminnej spółdzielni i filia banku spółdzielczego. Jest szkoła podstawowa, a w pobliżu Hotel Star-Dadaj.
Do 1954 roku siedziba gminy Ramsowo, następnie do 1972 roku siedziba gromady Ramsowo. W latach 1975–1998 miejscowość administracyjnie należała do województwa olsztyńskiego.

## Parafia

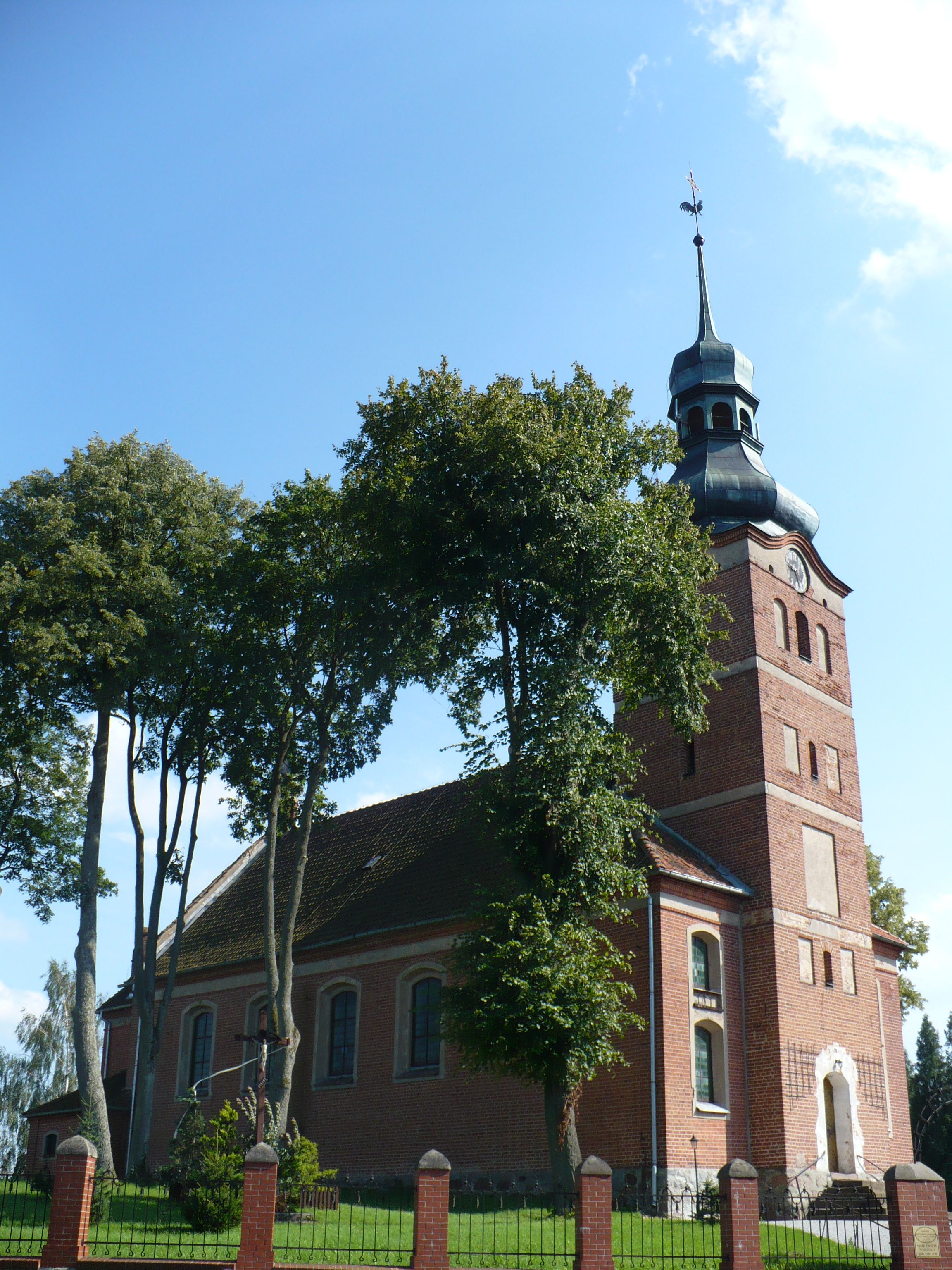
Barokowy kościół św. Andrzeja z 1730 roku.

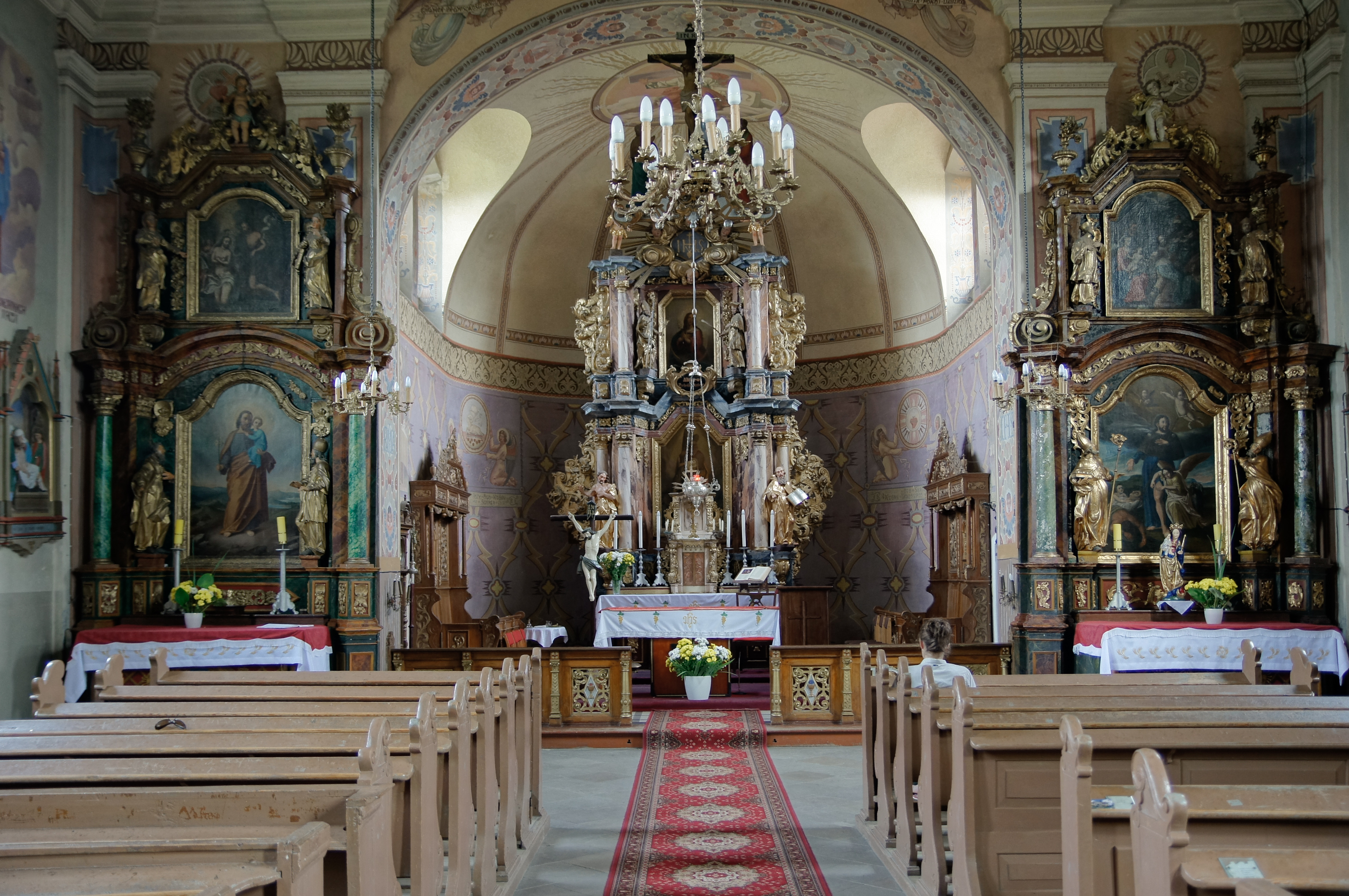
Wnętrze kościoła św. Andrzeja w Ramsowie.

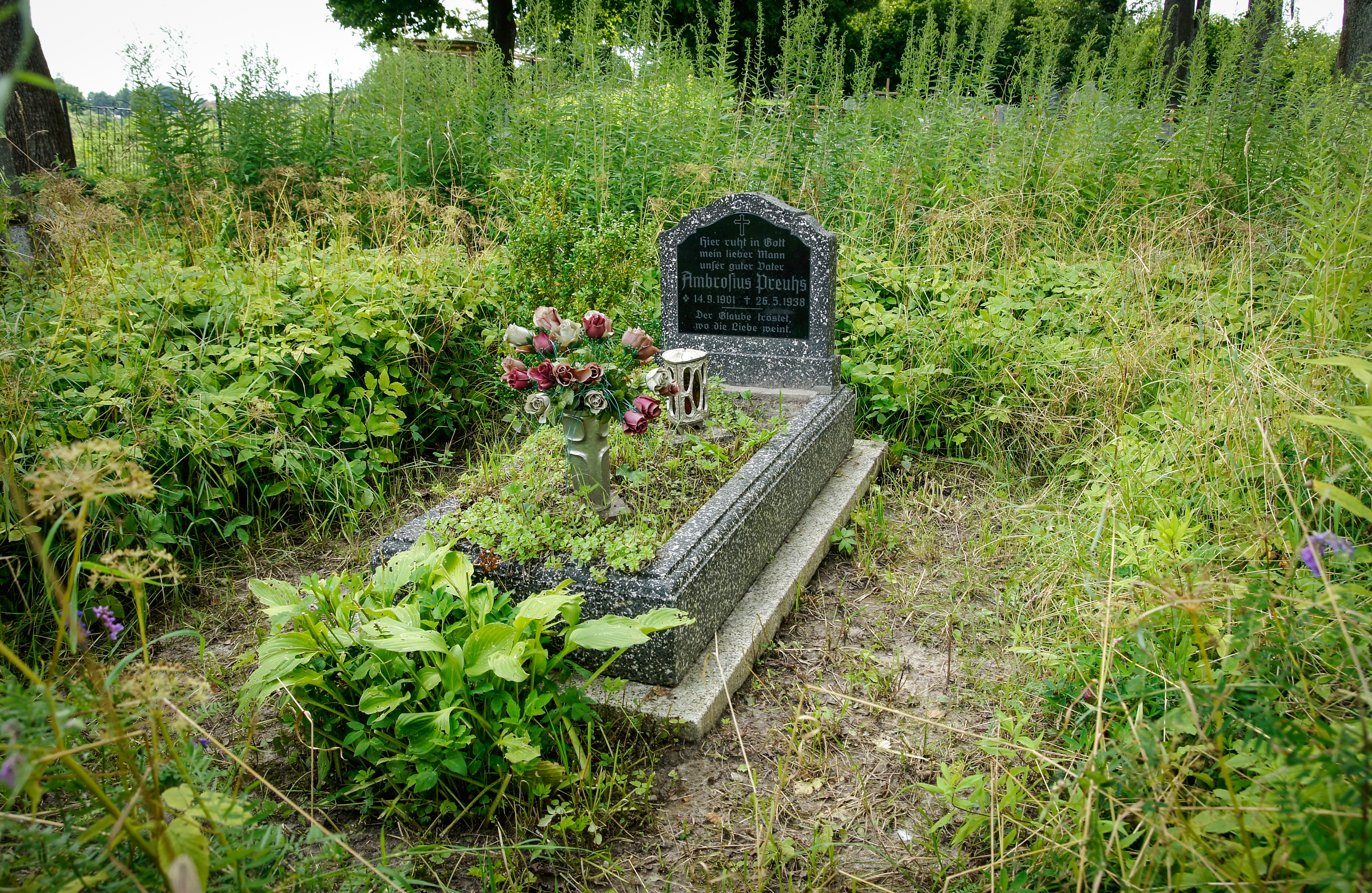
Nagrobek na cmentarzu w Ramsowie.

Pod koniec XV w. parafia należała do archiprezbiteratu jeziorańskiego. Współcześnie parafia pw św. Andrzeja Apostoła należy do dekanatu barczewskiego.
Biskup Sorbom poświęcił zbudowany tu ok. roku 1379 drewniany kościół ku czci św. Katarzyny.
Na jego miejscu w latach 1727–1730 zbudowano nowy kościół, (do dziś istniejący). W czasie administracji Bartscha (Barcz) Piotra, Franciszka, który 1 września 1722 roku został administratorem ramsowskiej parafii, został położony kamień węgielny. Ów kamień z datą 1727, znajduje się w przyziemiu wieży po lewej stronie portalu.

### Świątynia
Kościół był konsekrowany 9 lipca 1730 przez biskupa warmińskiego Szembeka. Patronami ramsowskiej świątyni obrano św. Andrzeja Apostoła i św. Rocha.
Barokowy kościół w Ramsowie zaliczany jest do zabytków III klasy o architekturze salowej na planie prostokąta z kwadratową wieżą od zachodu i dobudowanym w XX wieku prezbiterium. Wieża z zegarem zwieńczona jest barokowym hełmem, jest wstawiona w korpus. Szczyt wschodni zdobi ośmioboczna sygnaturka z datą 1730 na chorągiewce. Strop drewniany. W połowie wieku XIX został przebudowany i na nowo konsekrowany 9 sierpnia 1857 roku przez warmińskiego biskupa pomocniczego Antoniego Frenzla. Wieża kościoła została przykryta nowym hełmem w roku 1906. Wystrój kościoła pochodzi z XVIII wieku. Ołtarz główny z około 1730 roku barokowy z obrazami św. Andrzeja, Najświętszej Marii Panny oraz rzeźbami świętych: Piotra, Pawła, Andrzeja, Bonawentury, Wojciecha i Jana Nepomucena, pochodzi z warsztatu Jana Chrystiana Schmidta w Reszlu. Ołtarz boczny lewy późnobarokowy z obrazem Chrztu Chrystusa Pana oraz rzeźbami Joachima i Zachariasza, Najświętszej Marii Panny oraz św. Anny. Ołtarz boczny prawy późnobarokowy z nowymi obrazami św. Rocha i Pokłonu Mędrców oraz rzeźbami św. Mikołaja, Augustyna oraz dwóch kapłanów. Boczne ołtarze wykonane w reszelskim warsztacie rodziny Schmidtów. Ambona barokowo-klasycystyczna z XVIII wieku. Prezbiterium wybudowano w 1857 roku w miejscu zakrystii, jest barwnie polichromowane, zajmuje je barokowy ołtarz i stalle. Przy ścianie tęczowej XVIII wieczne ołtarze i ambona, w niszy obok ambony obraz św. Rocha z 1674 roku, baptysterium nakryte kopułą oraz ława kolatorska.
W kościelnym skarbcu znajduje się manierystyczny kielich z herbem Jastrzębiec (fundowany przez Baltazara i Zofię Nyczów) oraz barokowy pacyfikał (dzieło złotnika Michał Bartołomowicz z Olsztyna, 1684 r.) i naczynia do olejów z 1753 roku.

### Proboszczowie parafii
W latach 1854–1861 proboszczem w Ramsowie był Franz Adolf Namszanowski.
Współcześni proboszczowie
- do 1953 roku ks. Franciszek Mateblowski
- ks. Władysław Bajon,
- ks. Marian Maćkowiak,
- ks. Kazimierz Załęski
- ks. Józef Walski,
- ks. Piotr Krzywulski
- ks. Zbigniew Stępniak[4]
- ks. Zbigniew Jerzy Snarski

Z inicjatywy ks. Piotra Krzywulskiego odremontowano kaplicę cmentarną, w której znajduje się dom pogrzebowy. W kaplicy spoczywają prochy dawnych właścicieli majątku Niedźwiedź.
Obecnie proboszczem ramsowskiej parafii jest ks. Zbigniew Snarski.

## Zabytki
- barokowy kościół
- pomnik ofiar z I wojny światowej,
- liczne warmińskie kapliczki.